# Pedro Gómez Bosque
Pedro Gómez Bosque (San Lorenzo de El Escorial, 5 de julio de 1920 - Valladolid, 21 de junio de 2008), médico, científico y psiquiatra español.
Estudió bachillerato entre Málaga y Santa María la Real de Nieva (Segovia). Fue movilizado en 1936 y pasó unos meses en el frente de Guadarrama. Se licenció en medicina  en 1945, empezando a interesarse por la psiquiatría y la psicología. Al terminar la carrera hace oposicones al cuerpo de sanidad militar y es destinado a Marruecos.
Se doctora en 1948 y empieza su carrera universitaria, como ayudante de clases prácticas, luego como profesor auxiliar y en 1955 como catedrático de Anatomía humana, todo ello en la Universidad de Valladolid. Previamente había estudiado en Alemania, dando clases en el Instituto Anatómico Max Plank de Marburg y en el Max Plank de Investigaciones Cerebrales, y llegó a ser profesor de la cátedra extraordinaria de Anatomía de la Universidad de Marburg y de otra cátedra en Frankfurt.
Fue concejal del Ayuntamiento de Valladolid entre 1958 y 1965. Posteriormente fue acercándose a la izquierda y resultó elegido senador por el PSOE en las primeras elecciones democráticas: sólo la fatiga de los viajes a Madrid lo hicieron desistir en 1979.

## Obras
- El problema de la libertad del hombre (1958);
- El concepto de angustia en la filosofía de Martin Heidegger (1961);
- El budismo; su concepción religiosa y filosófica de la vida (1968);
- Elementos de Psiconeurofisiología (1977);
- Tratado de psiconeurobilogía (1987);
- Diálogos de fin de siglo (1998);
- Cerebro, mente y conducta (1998);
- Reivindicación del Alma (2014);†

## Distinciones
- Premio Nacional de la cátedra literaria «José Zorrilla» (1986),
- Premio Castilla y León de Investigación Científica y Técnica (1988)
- Medalla de Oro de Cruz Roja Nacional (1992),
- Título de Hijo Adoptivo de La Zarza (1995),
- Premio Norte de Castilla (1996),
- Premio «Médico del Año» (1997),
- Insignia «Zarza de Oro» (1999),
- Nombramiento de «Zarceño ilustre» (2000),
- «Medalla de la Universidad de Valladolid» (2000).